# Rekonstrukció (film)
A Rekonstrukció (Reconstruction) 2003-ban bemutatott színes, dán film Christoffer Boe rendezésében.

## Történet
|  | Alább a cselekmény részletei következnek! |

A film története csak látszólag összefüggő egész. A furcsa, szinte misztikus, titokzatos sztori három főbb szereplő körül forog. Az egyik Alex a fiatal fényképész, aki unja jelenlegi életét. Hisz az álmaiban, és meg akarja valósítani őket. A mozi kezdetekor épp az álmaiban látott lányt keresi szakadatlanul. A másik két szereplő pedig August, az író, és Aimé, a felesége. August szakadatlanul dolgozik, hol interjúkat, hol előadásokat tart. Nagyon keveset van együtt nejével, és ezért Aimé kezdi úgy érezni, hogy a férfi nem szereti… Magányosan sétál éjszakánként, néha beül egy bárba és vár… Vajon kire? Valakire, akit álmában látott?… Aki megváltoztatja és új értelmet ad életének? Aki mellett ugyanúgy biztonságban lehet?
Egyik ilyen sétája alkalmával látja meg őt Alex, aki rögtön ráismer: ő az álomlány. Barátnőjét otthagyva követni kezdi a lányt, és végül egy kocsmában szóbaelegyednek egymással. Úgy beszélgetnek, mintha régi ismerősök lennének… Talán találkoztak már valahol? Aztán a lány hotelszobájában kötnek ki… A szeretkezés után megbeszélik, hogy elmennek együtt Rómába. Lefixálják következő találkájuk, és elválnak.
Itt kezdődnek a furcsaságok. Alex lakása eltűnik. A régi ismerősök, barátok nem ismerik fel. Még barátnője és saját apja sem. Tehetetlenül rohangál Koppenhágában. Közben August elkezd gyanakodni. Követi feleségét a következő randevú színhelyére, és amikor meglátja a fiúval, teljesen elkeseredik. A randevún egyébként Aimé először felismeri a fiút, majd miután kimegy a mosdóba már nem emlékszik rá. Idegenné válik. A fiúnak újra meg kell hódítania, ami nehezen, de sikerül. Megegyeznek abban, hogy az aznap esti géppel elrepülnek, de előtte még el kell búcsúzniuk mind a kettejüknek valakitől.
Aimé megkeresi August-öt, aki megmutatja neki új regényét, amelynek a következő az ajánlása: Aimé-nek, mert nélküle nincs semmi… A lány nagyon dühös lesz a férfire, amiért az így megnehezítette számára az elválást.
Alex barátai társaságában akad rá egykori barátnőjére, és bár a lány nem ismeri fel még mindig, azért meginvitálja maguk közé. Beszélgetni kezdenek. A fiút lenyűgözi a lány, és teljesen belefeledkezik a társalgásba. Későn kap észbe, hogy Aimé-vel való találkozásáról elkésett. Elviharzik. Kétségbeesetten telefonál a randevú helyszínére, de a csapos (aki felvette a kagylót) valamiért hazudik neki. A fiú továbbfut, de amikor a bárhoz ér, a lány már nincsen ott. Üvöltözni kezd a csapossal, majd dühösen tovább szalad…de végül megtalálja a lányt.
Ekkor jön a próba… A bizalom próbája. A fiú elindul, a lány mögötte megy. Ha fiú megfordul, az azt jelenti, hogy nem bízik benne, és a lány örökre eltűnik… Alex a vasútállomáson nem bírja tovább. Megfordul, de már nincs senki mögötte. Elindul a hotelbe, és megpillantja a lányt, amint Augusttel lejön a lépcsőn, odamegy hozzá és megragadja a karját. Elkezdi mondani neki, hogy mennyire szereti, és a lány is mennyire szereti őt… De Aimé nem ismeri meg.
A film végén Alexet látjuk, amint egy kihalt utcán sétál egyedül… És a narrátor a következőt mondja:"Látják? Ez csak egy film…és mégis fáj…."

## Elbeszélés
A Rekonstrukció minden ízében experimentális film. A nyitó kép egy bűvészt, ha úgy tetszik szemfényvesztőt mutat, aki egy cigarettát lebegtet. A mozi zárósorain is őt láthatjuk… Ez csak egy film sugallja. Nem valóság, csak trükk trükk hátán.
A rendező előszeretettel használt nagylátószögű objektíveket. A terek így hatalmasak, a szereplők fölé tornyosulnak sokszor, igaz, ha ők jönnek közel a kamerához, akkor inkább ők nőnek a terek felé, ami igen csak nagy zavart kelt a képernyőn. A felvételeket sokszor kézi kamerával vették fel, vagy Steadicammel, mégsincsenek zavaró kamerarángások, mint mondjuk egy dogma-filmben…minden szép, sima… A kamera siklik a tereken át…
De az elbeszélő (vagyis a rendező) nagyon távol áll a szereplőitől. Szigorúan több lépés távolságból érintkezik csak velük… Nem az ő részei, nem tartoznak hozzá, csak kívülről szemléli őket, igaz, nagyon érdeklődve de semmiképp nem akar belekeveredni a dolgaikba. Ezt mi sem mutatja jobban, mint azok a műholdas felvételek a városról, amelyek a egyes szereplők helyzetét mutatják.

## A cím
Sokakban fel merült a kérdés az alkotás megtekintése után, hogy a filmnek miért Rekonstrukció a címe?
Erre nagyon sok válasz született eddig. Nagyon sokan vetették fel különböző teóriáikat, amelyek (a maguk módján) mind megfelelnek a filmnek, és ugyanakkor mégsem… Az alkotásban rengeteg utalás van elejtve, amelyek alapján fantáziánk a legkülönbözőbb irányokba indulhat el. Íme ezek közül néhány:
A film alapján nekünk kell összeállítanunk magunkban, hogy miről is szólt a film. Lehet, hogy a féltékeny August regényét látjuk, amelyet a mozi során ír, és amelybe beleképzeli saját feleségét és egy képzeletbeli idegent?
Talán Alex csupán egy pszichés zavarokkal küzdő ifjú, aki saját képzeletének lényeiben és dolgaiban hisz és amelyeket megszállottan követ és Aimét csupán csak összekeveri elméjének egyik szüleményével?
Mindenesetre a mű cselekménye különös és zavarba ejtő, nehéz rájönni a különböző összefüggésekre… Az mindenesetre pozitívum, hogy akár mindenki összeállíthatja a képsorok alapján saját történetét.

## Szereplők
| Szerep        | Színész                | Szinkronhang       |
| ------------- | ---------------------- | ------------------ |
| Aimee         | Maria Bonnevie         | Bertalan Ágnes     |
| Simone        | Maria Bonnevie         | Mezei Kitty        |
| Alex David    | Nikolaj Lie Kaas       | Széles László      |
| August Holm   | Krister Henriksson     | Hegedűs D. Géza    |
| Banumné       | Malene Schwartz        | Fabó Györgyi       |
| Leo Sand      | Nicolas Bro            | Ifj. Jászai László |
| Mel David     | Peter Steen            | Uri István         |
| Monica        | Ida Dwinger            | Csampisz Ildikó    |
| Nan Sand      | Helle Fagralid         | Solecki Janka      |
| Újságírónő    | Isabella Miehe-Renard  | Árkosi Kati        |
| Mercedes Sand | Mercedes Claro Schelin |                    |
| Bűvész        | Klaus Mulbjerg         |                    |
| Pincér        | Jens Blegaa            |                    |
| Bárpultosnő   | Katrin Muth            |                    |
| Bárpultos     | David Dencik           |                    |